# Wieża zegarowa w Fajsalabadzie
Wieża zegarowa w Fajsalabadzie – wieża zegarowa w Fajsalabadzie, w prowincji Pendżab, w Pakistanie. Pochodzi z 1903 roku i jest jednym z najstarszych istniejących do dziś zabytków z okresu kolonizacji brytyjskiej.

## Historia
Plac, na którym została wzniesiona wieża, został zaprojektowany przez architekta Desmonda Yonga. Przypomina flagę Wielkiej Brytanii. Wieża została zbudowana pośrodku ośmiu bazarów, które noszą nazwy: Amin Pur, Chiniot, Katchery, Rail, Karkhana, Montgomery, Jhang i Bhowana. Budowę wieży rozpoczęto 14 listopada 1903 roku z inicjatywy gubernatora Pendżabu Charlesa Riwaza. Nadzorował ją komitet miejski, który pozyskał na ten cel pieniądze z podatku w wysokości 18 rupii nałożonego na każdy metr kwadratowy gruntów rolnych. Na miejscu wieży znajdowała się studnia, którą zasypano. Przed czterema bazarami: Aminpur, Katchery, Karkhana i Jhang zainstalowano fontanny. Do czasów współczesnych (2016) zachowały się tylko dwie. Kamień na budowę wieży sprowadzono z odległego o 50 km kamieniołomu w Sangla (Sangla Hill). Zegary kupiono w Bombaju. Budowa została ukończona po dwóch latach, a jej koszt wyniósł 40 000 rupii.
Wieża nie jest chroniona jak inne zabytkowe obiekty w Pendżabie na mocy rozporządzenia z 1985 roku jako special premises. Administracja zapowiedziała w 2009 roku podjęcie starań o wpisanie jej na listę.

## Remont
W 2014 roku wieża została wyremontowana. Prace konserwatorskie przeprowadziła Lyallpur Heritage Foundation (Fundacja Dziedzictwa Lyallpuru), która powstała aby ratować dziedzictwo kulturowe. O ile z zewnątrz wieża była w dobrym stanie, to jej wnętrze wymagało remontu. Zostały wzmocnione zniszczone tynki, schody i filary. Został również naprawiony niedziałający od kilku lat zegar.